# Beit Surik
Beit Surik, en arabe : بيت سوريك, est un village du gouvernorat de Jérusalem en Palestine. Il est situé à douze kilomètres au nord-ouest de Jérusalem en Cisjordanie.
Uri Ben-Ari commande l’unité de sapeurs qui détruit à l’explosif le village arabe en 1948, sans empêcher son pillage.
Selon le recensement du bureau central palestinien des statistiques, la localité compte une population de 4 025 habitants en 2017.